# یک چوق الف گل ۳
| بررسی انتقادی | بررسی انتقادی |
| منبع          | رتبه‌بندی      |
| ------------- | ------------- |
| آی‌زی‌ام        | [ ۱ ]         |

یک چوق الف گل ۳ (انگلیسی: A Flower Bookmark 3؛ کره‌ای: 꽃갈피 셋) سومین آلبوم چندآهنگه بازخوانی‌شده از خواننده و ترانه‌پرداز اهل کره جنوبی، آی‌یو است. این آلبوم در ادامهٔ آثار پیشین او، یک چوق الف گل (۲۰۱۴) و یک چوق الف گل ۲ (۲۰۱۷)، منتشر شده است و دهمین آلبوم چندآهنگه به زبان کره‌ای او نیز به‌شمار می‌رود. یک چوق الف گل ۳ در ۲۷ مه ۲۰۲۵ توسط ئی‌دی‌ای‌ام انترتینمنت منتشر شد و شامل شش قطعه از جمله تک‌آهنگ آغازین «داستانی بی‌پایان» است. همانند آثار پیشین در این مجموعه، یک چوق الف گل ۳ نیز شامل بازخوانی‌هایی از ترانه‌های نوستالژی کی پاپ است که در فاصلهٔ اواخر دههٔ ۱۹۸۰ تا اوایل دههٔ ۲۰۰۰ میلادی محبوب شده بودند.

## پیش‌زمینه
در سال ۲۰۱۴، آی‌یو نخستین آلبوم چندآهنگهٔ بازخوانی خود را با عنوان یک چوق الف گل منتشر کرد که شامل بازخوانی‌هایی از ترانه‌های کی پاپ محبوب دهه‌های ۱۹۸۰ تا ۱۹۹۰ بود. سپس در سال ۲۰۱۷، او دومین آلبوم از این مجموعه را با نام یک چوق الف گل ۲ منتشر کرد که ترانه‌هایی محبوب از دههٔ ۱۹۶۰ تا ۲۰۰۰ را دربر می‌گرفت.
در ۱۷ مه ۲۰۲۵، آی‌یو چندین عکس مفهومی منتشر کرد که بازآفرینی جلد آلبوم‌هایی بودند که ترانه‌هایشان قرار بود در این آلبوم چندآهنگه بازخوانی شوند. این تیزر شامل بازسازی جلد آلبوم‌های زیر بود: رؤیا به حقیقت پیوست (۱۹۹۶) از گروه W.H.I.T.E، مسئلهٔ هفتم (۲۰۰۴) از سو ته‌جی، مطلق (۲۰۰۲) از رولر کاستر، احساسم کن (۲۰۰۲) از پارک هه کیونگ و طلایی (۱۹۸۸) از شین جونگ هیون.
در ۱۹ مه، پیش‌فروش این آلبوم آغاز شد و آی‌یو تصاویر مفهومی بیشتری منتشر کرد، همراه با تیزری از ترانهٔ «کفش‌های کتانی قرمز».
دو موزیک ویدئو برای ترانه‌های «داستانی بی‌پایان» و «یک انسانِ زیبا» منتشر شد که در آن‌ها بازیگر کره‌ای هو نام جون و خواننده و بازیگر چا اون وو حضور ویژه داشتند. موزیک‌ویدئوی «داستانی بی‌پایان» به کارگردانی لی ره کیونگ ساخته شد؛ کسی که پیش‌تر موزیک ویدئوهای «پالت» و «در دل شب» از آی‌یو را نیز کارگردانی کرده بود. این موزیک ویدئو ادای احترامی به فیلم کره‌ای کریسمس در اوت محصول سال ۱۹۹۸ است.

## جدول‌های موسیقی
| جدول (۲۰۲۵)                      | بالاترین جایگاه |
| -------------------------------- | --------------- |
| آلبوم‌های ژاپنی (اوریکون)         | ۵۰              |
| آلبوم‌های دیجیتال ژاپنی (اوریکون) | ۲۰              |
| آلبوم‌های کره جنوبی (سرکل)        | ۸               |